# La Villeneuve-en-Chevrie
La Villeneuve-en-Chevrie – miejscowość i gmina we Francji, w regionie Île-de-France, w departamencie Yvelines.
Według danych na rok 1990 gminę zamieszkiwało 505 osób, a gęstość zaludnienia wynosiła 43 osób/km² (wśród 1287 gmin regionu Île-de-France La Villeneuve-en-Chevrie plasuje się na 805. miejscu pod względem liczby ludności, natomiast pod względem powierzchni na miejscu 290.).